# کتاب‌شناسی محمد بهمن‌بیگی
نوشته‌های محمّد بهمن‌بیگی عمدتاً به زبانِ فارسی است و اهمّش به انگلیسی هم ترجمه شده است.

## پنج کتابِ اصلی
- عرف و عادت در عشایر فارس، انتشارات بنگاه آذر، ۱۳۲۴ چاپ دوم: انتشارات نوید شیراز ۱۳۸۱
- بخارای من ایل من. انتشارات آگاه، ۱۳۶۸
- اگر قره‌قاج نبود. انتشارات باغ آدینه، ۱۳۷۷
- به اجاقت قسم. انتشارات نوید شیراز، ۱۳۷۹
- طلای شهامت. انتشارات نوید شیراز، ۱۳۸۶

## کتاب‌های دیگر
- نامه‌های ماندگار (۱۳۹۷)

## مقالات
- «آموزش عشایر در ایران». آموزش و پرورش (۱): ۵۹−۶۴. مهر ۱۳۵۱.
- «زبان فارسی و آموزش عشایر» در کتابِ ای زبان پارسی . . . (جلدِ ۳)

## گفتگوها
- بهمن‌بیگی، محمد؛ − (فروردین ۱۳۷۰). «بخارای من، ایل من». کلک (۱۳).
- بهمن‌بیگی، محمد؛ − (آذر ۱۳۸۴). «آموزش کوچندگان». کیهان فرهنگی (۲۳۰): ۵−۱۳.